# Maurits van Saksen (1696-1750)

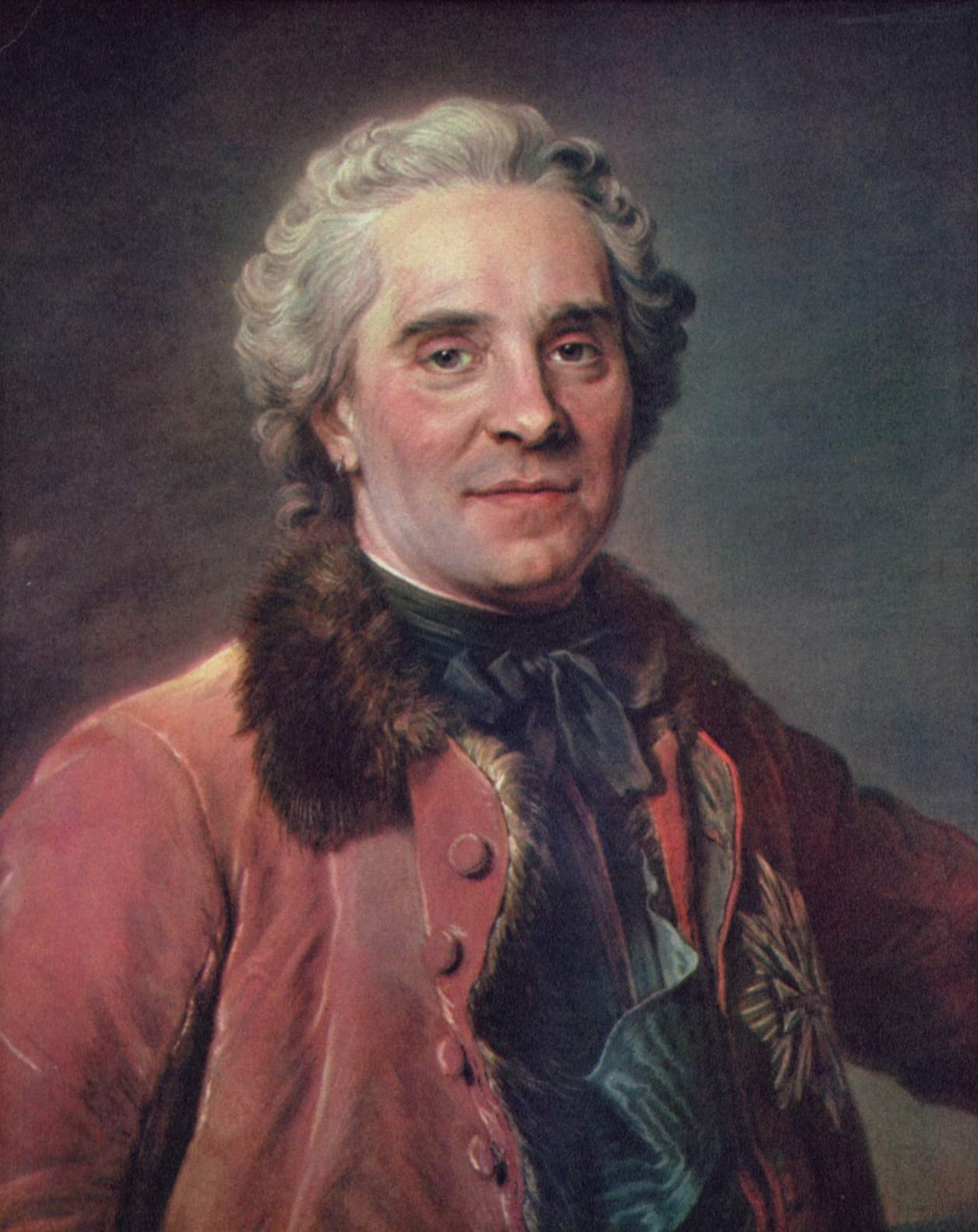
Maurits van Saksen

Maurits van Saksen, Duits: Moritz von Sachsen, Frans: Maurice de Saxe (Goslar, 28 oktober 1696 - Chambord, 30 oktober 1750) was een Saksisch veldheer in Franse dienst.
Maurits van Saksen was maarschalk van Frankrijk en gedurende een korte tijd hertog van Koerland. Hij werd geboren in Goslar in Nedersaksen als onwettig kind van keurvorst August van Saksen (later als August II ook koning van Polen) en diens maîtresse gravin Maria Aurora von Königsmarck.
Hij was gehuwd (met Johanna Viktoria Tugendreich van Loeben, van 1714 tot en met 1721) en had een zoon met haar die kort geleefd heeft, maar had - evenals zijn vader - een aantal buitenechtelijke kinderen. Onder andere een dochter Maria Aurora van Saksen (1748-1821) bij Maria de Verrieres Pintenau. Maria Aurora is de grootmoeder van de schrijfster, onder pseudoniem van, George Sand.

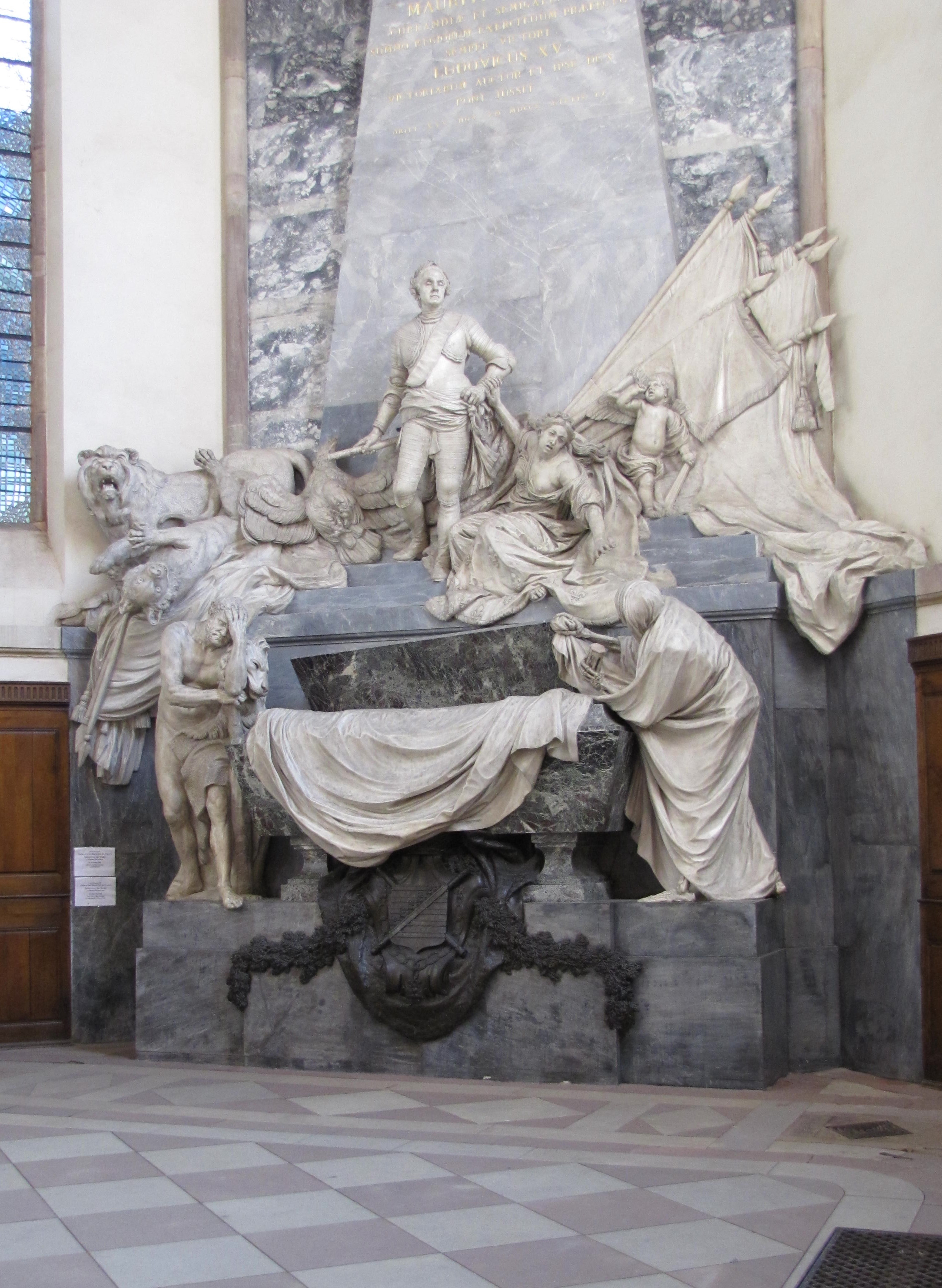
Praalgraf van Maurits van Saksen in de Sint Thomaskerk te Straatsburg

Godhard Kettler · Frederik I Kettler en Willem Kettler · Frederik I Kettler · Jacob Kettler · Frederik II Casimir Kettler · Frederik III Willem Kettler · Anna Ivanovna van Rusland · Maurits van Saksen (rivaal) · Ferdinand Ketler · Ernst Johann Biron · Lodewijk Ernst van Brunswijk-Lüneburg-Bevern · Karel van Saksen · Ernst Johann Biron · Peter Biron